# Régis Beunardeau
Pour les articles homonymes, voir Beunardeau.
Régis Beunardeau, né le 8 juillet 1966 au Mans, est un footballeur français. Il a disputé toute sa carrière sous les couleurs du Le Mans FC, il est d'ailleurs le joueur ayant disputé le plus grand nombre de matchs avec le club.
Il est le père de Quentin Beunardeau.

## Biographie
Régis Beunardeau commence sa carrière en troisième division avec le MUC 72 durant la saison 1985-1986 et devient peu à peu un cadre de l'équipe. Il dispute quatorze saisons au sein du club, en évoluant d'abord au poste de milieu de terrain avant d'être utilisé comme défenseur central sur la fin de sa carrière. Il est le premier buteur de l'histoire du MUC 72 au stade stade Léon-Bollée,.
En mars 2002, après deux sessions de stage et une semaine d'examens, il est admis au certificat de formateur de football (CFF).
Il est actuellement directeur du centre de formation et entraîneur de l'équipe réserve du Mans FC. Son fils Quentin Beunardeau, gardien de but, a commencé sa carrière au sein du même club lors de la saison 2012-2013 du Championnat de France de Ligue 2. Le 24 avril 2013, il est nommé entraîneur de l'équipe première. Le 11 octobre 2013, il quitte ses fonctions d'entraîneur du Mans FC.
Le 1er janvier 2014, Régis Beunardeau signe un contrat de six mois avec l'Olympique de Marseille pour occuper des fonctions dans le centre de formation du club. Le 13 janvier, il est nommé entraîneur de l'équipe réserve. Le 29 mai 2014, son contrat n'est pas prolongé et il quitte le club alors qu'il avait réussi à faire remonter l’équipe réserve à la 4e place du championnat après une première partie de saison poussive.
Le 30 juin 2014, Régis Beunardeau est nommé nouvel entraîneur de l'équipe réserve de l'OGC Nice. L'expérience ne dure qu'un an puisqu'il quitte ses fonctions à l'issue de la saison 2015-2016.
Le 31 juillet 2017, Régis Beunardeau est nommé nouvel entraîneur du Thonon Évian Savoie qui évolue en Régional 2, il y restera une saison et rejoint en juillet 2018 les U19 du Paris Saint-Germain en tant qu'assistant de Thiago Motta.